# Gumayusi
Lee Min-hyung (tiếng Hàn Quốc: 이민형; sinh ngày 6 tháng 2 năm 2002), tên sử dụng thi đấu là Gumayusi hay đơn giản là Guma, là một vận động viên thể thao điện tử chuyên nghiệp người Hàn Quốc thi đấu bộ môn Liên Minh Huyền Thoại cho đội tuyển T1. Trong suốt sự nghiệp của mình, anh ấy đã vô địch League of Legends Champions Korea (LCK) 1 lần và Chung kết thế giới 2 lần liên tiếp 2023 và 2024.
Gumayusi từng là thực tập sinh của T1 trước khi được đôn lên đội hình chính.

## Tiểu sử
Gumayusi sinh ngày 6 tháng 2 năm 2002 tại Hàn Quốc. Anh ấy là em trai ruột của cựu tuyển thủ chuyên nghiệp bộ môn StarCraft II Lee "INnoVation" Shin-hyung. Guma cũng là cháu họ hàng xa với tuyển thủ Lee "Faker" Sang-hyeok, đồng đội của anh tại T1. Guma theo đạo Kitô.
Hình mẫu học hỏi Gumayusi là tuyển thủ Uzi.

## Sự nghiệp

### 2018
Ngày 18 tháng 12 2018, Gumayusi đã tham gia thi đấu KeSPA Cup 2018 cùng đội tuyển nghiệp dư, KeG Seoul. Đội của anh ấy đã đánh bại 1 đội tuyển chuyên nghiệp của LCK, Hanwha Life Esports với tỷ số 2–1.
Tháng 12, SK Telecom T1 thông báo rằng anh sẽ gia nhập với tên thi đấu là "Catan".

### 2019
Trong thời gian làm thực tập sinh, anh và bốn thực tập sinh khác từ T1, Canna, Ellim, Mask và Kuri, thi đấu tại giải đấu LMHT nghiệp dư 2019. Đội được gọi với tên 'T1 Rookies', và đã vô địch giải đấu.
Ngày 26 tháng 11 năm 2019, T1 thông báo rằng họ sẽ đôn Gumayusi lên đội hình chính.

### 2020
Gumayusi có màn ra mắt LCK tại Vòng loại khu vực. Trận đấu ra mắt của Gumayusi đối đầu với đội tuyển Afreeca Freecs, và T1 đã chiến thắng với tỉ số 3–1.
Ngày 24 tháng 11 năm 2020, Guma tái kí hợp đồng với T1.

### 2021
Ngày 13 tháng 1 năm 2021, Gumayusi đã chơi trận đấu đầu tiên thuộc LCK giải mùa Xuân 2021, đối đầu với Hanwha Life Esports. Guma đã thi đấu với tư cách là 1 tuyển thủ chính lần đầu tiên trong sự nghiệp.
Gumayusi có được cú Pentakill đầu tiên trong sự nghiệp của mình trong trận đấu đối đầu với DWG KIA. Anh ấy đã dùng vị tướng Aphelios để khắc ghi cột mốc đáng nhớ này.
Gumayusi cũng có tên trong đội hình T1 tham gia thi đấu Chung kết thế giới 2021, nơi mà anh cùng đồng đội dừng bước ở bán kết.
Ngày 3 tháng 12 năm 2021, Gumayusi tái kí hợp đồng với T1.

### 2022

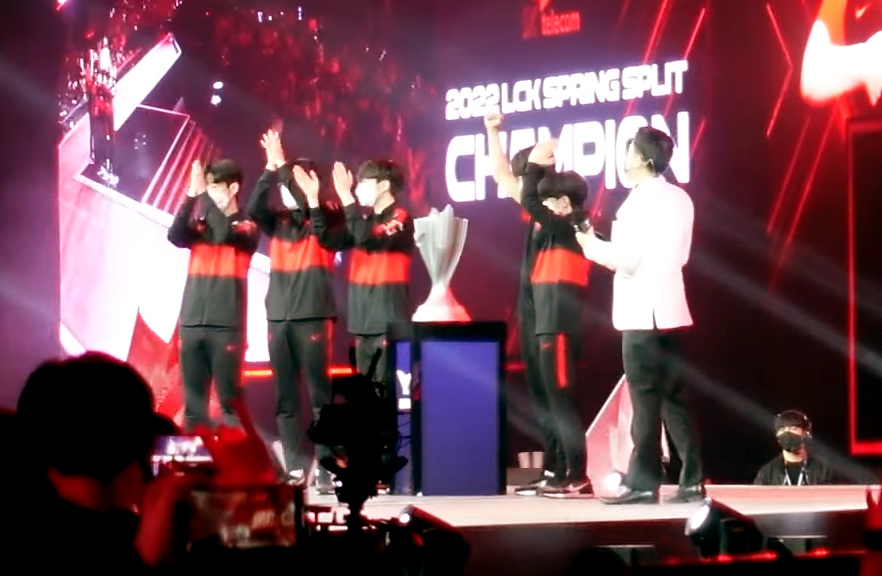
Gumayusi giành được chức vô địch LCK đầu tiên

Gumayusi phá vỡ kỉ lục tuyển thủ có nhiều điểm hạ gục nhất trong mùa giải, thiết lập kỉ lục mới với 219 điểm hạ gục. Anh ấy cũng là thành viên của đội T1 đã bất bại trong vòng bảng với thành tích 18–0, trở thành đội đầu tiên đạt được kỷ lục này tại LCK.
Gumayusi giành chức vô địch LCK lần đầu tiên tại Chung kết LCK mùa xuân 2022.

### 2023

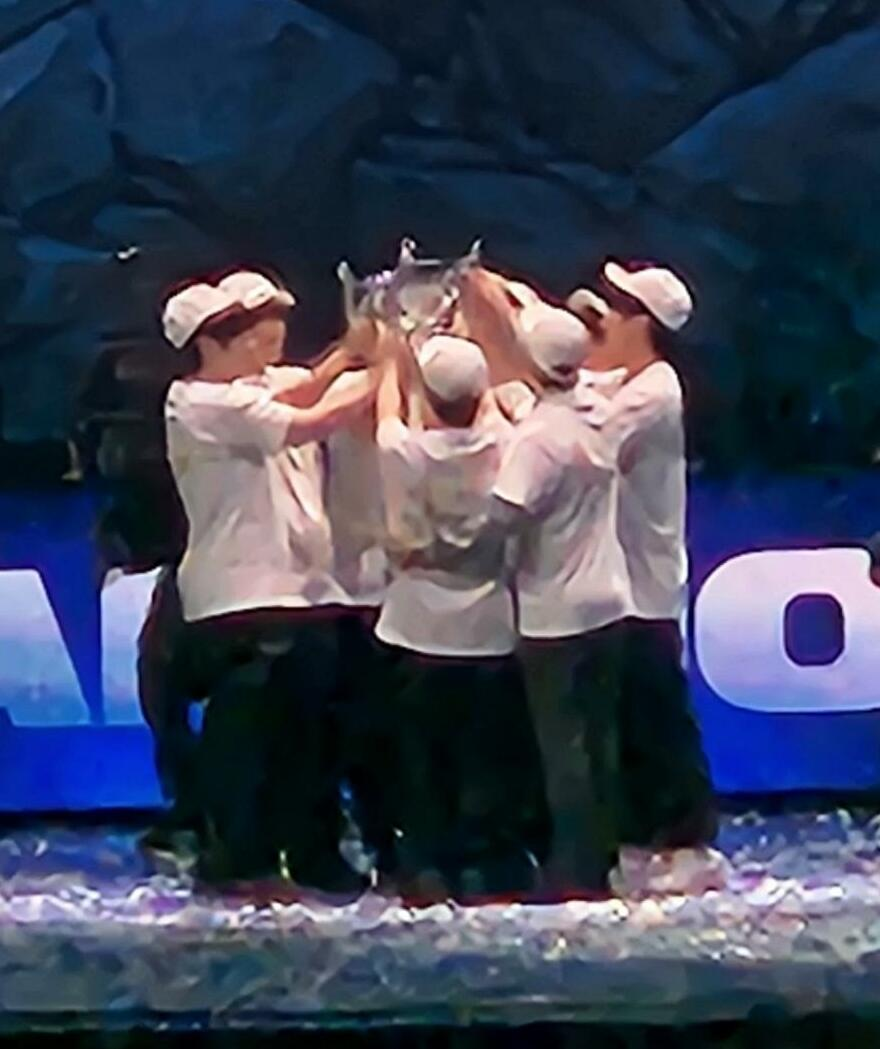
Gumayusi ăn mừng sau khi vô địch Chung kết thế giới 2023

Gumayusi và T1 đã bước vào trận chung kết LCK mùa xuân 2023, nơi mà họ đã để thua trước Gen.G. Với việc là á quân của LCK, T1 đủ điều kiện tham dự Mid-Season Invitational 2023 với tư cách là hạt giống số 2 của LCK, nơi mà T1 để thua JD Gaming với tỉ số 3-2 và thua Bilibili Gaming với tỉ số 3–1, rời khỏi MSI ở trận chung kết nhánh thua. T1 về nhì tại chung kết LCK Mùa hè 2023 trong trận tái đấu với Gen.G. Với số điểm tích lũy nhiều nhất tại LCK, đội đủ điều kiện tham dự Chung kết thế giới 2023, đánh dấu lần thứ 3 Gumayusi xuất hiện tại giải đấu cấp cao nhất của Liên Minh Huyền Thoại. T1 đã lên ngôi vô địch Thế giới lần thứ tư và là chức vô địch thế giới đầu tiên của Gumayusi vào ngày 19 tháng 11 năm 2023, sau khi đánh bại Weibo Gaming trong trận chung kết với tỷ số 3–0. Anh đã chọn vị tướng Jinx để làm trang phục vinh danh.
Ngày 23 tháng 11 năm 2023, anh tái kí hợp đồng với T1.

### 2024
Tại Chung kết thế giới 2024, Gumayusi xuất sắc lên ngôi vô địch lần thứ 2 liên tiếp vào ngày 2 tháng 11 năm 2024.

## Thành tích từng mùa giải
| Năm  | Đội | Quốc nội | Quốc nội  | Quốc nội  | Quốc tế                     | Quốc tế            |
| Năm  | Đội | Giải     | Giai đoạn | Giai đoạn | Mid-Season Invitational     | Chung kết thế giới |
| Năm  | Đội | Giải     | Xuân      | Hè        | Mid-Season Invitational     | Chung kết thế giới |
| ---- | --- | -------- | --------- | --------- | --------------------------- | ------------------ |
| 2021 | T1  | LCK      | 4         | 2         | Không đủ điều kiện tham gia | 3–4                |
| 2022 | T1  | LCK      | 1         | 2         | 2                           | 2                  |
| 2023 | T1  | LCK      | 2         | 2         | 3                           | 1                  |
| 2024 | T1  | LCK      | 2         | 3         | 3                           | 1                  |

## Giải thưởng và vinh danh
Quốc tế
- 2 lần vô địch Chung kết thế giới – 2023,[29] 2024
- 1 lần vô địch Esports World Cup – 2024

LCK
- 1 lần vô địch LCK – Xuân 2022[30]
- 2 lần chiến thắng giải AD Carry của năm – 2023, 2024[31]
- 2 lần lọt vào đội hình tiêu biểu thứ nhất của LCK – Xuân 2022, Xuân 2023[32][33]
- 1 lần lọt vào đội hình tiêu biểu thứ ba của LCK – Xuân 2024[34]
- 2 lần chiến thắng giải Gold King LCK – 2022, 2023[35]

Hàn Quốc
- 1 lần vô địch IeSF Esports World Championship – 2018[36]